# 吉林工业职业技术学院
吉林工业职业技术学院于1950年建校，是吉林省唯一一所独立设置的石油化工产业高技能人才培养和培训基地。2011年被教育部、财政部确定为国家示范性高等职业院校。
学院毗邻吉林高新技术产业开发区，占地面积约188000平方米，建筑面积约116800平方米，教职工320人，其中教授11人，具有硕博以上学历的教师116人，省教学名师2人。学院现有在校生6000余人。
学院围绕石化产业设置专业，有以应用化工技术、工业分析与检验、化工设备维修技术、生产过程自动化技术、消防工程技术为龙头的专业26个。专业分布结构呈现出以“化工”为主体、“机、电、管”相配套的显著石油化工行业特色。学院现有国家示范专业4个，省示范专业4个。国家精品课程2门，国家教职委精品课程2门。学院图书馆藏书42万余册，中外报刊400余种。学院设有仪器设备精良、管理科学的21个实训基地。